# Тома Карайовов
Тома Иванов Карайовов с псевдоним Клубски е виден български революционер, деец на Върховния македоно-одрински комитет, публицист, политик, дипломат и общественик.

## Биография
Карайовов е роден на 17 април 1868 година в Скопие, тогава в Османската империя. Син е на видния български общественик Иван Карайовов, един от водачите на борбата за самостоятелна българска църква в Скопие. Завършва Солунската българска мъжка гимназия.
В 1885 година става член на основания на 10 февруари в Пловдив Български таен централен революционен комитет и участва в Съединението. При избухването на Сръбско-българската война в 1885 година Карайовов е доброволец в Българската армия, в Македонския батальон.
В 1892 година Карайовов е сред учредителите на Младата македонска книжовна дружина в София. Създател и секретар е на дружеството „Братски съюз“. В 1895 година завършва право в Софийското висше училище.
В 1895 година на II конгрес на Македонската организация в София е избран за член на Върховния комитет. В 1896 година е редактор на вестник „Право“. Между 1897 и 1900 година е секретар на българските търговски агентства в Битоля и Одрин. От 1900 до 1901 година е отговорен редактор на вестник „Пряпорец“ – орган на Демократическата партия.
При разцеплението на ВМОК става подпредседател на крилото на Христо Станишев, което е за по-активно сътрудничество с ВМОРО срещу крилото на Стоян Михайловски – генерал Цончев. Христо Силянов пише:
| „ | ...Т. Карайововъ и Ник. Наумовъ – първиятъ силенъ съ диалектиката си, вториятъ – съ язвителния си езикъ, бѣха главнитѣ пера, които изнасяха идейната и обикновената вестникарска полемика срещу „върховизма“. | “ |

През юли - август 1902 година е делегат от Македонското дружество в село Тишаново на Десетия македоно-одрински конгрес. Редактор е на вестник „Автономия“ – орган на ВМОРО (1903). В 1903 година издава книгата си „Македонските искания и дипломацията“, в която развива идеята на ВМОРО за автономия на Македония:
| „ | ...смъкванието на несносния турски режимъ и замѣняванието му съ христиански... Въ послѣдното обстоятелство собствено се крие силата на Вѫтрѣшната организация, която има многобройни послѣдователи измежду гърци и власи. Отъ тамъ произтича и слабостьта на всички останали национални фактори, които срѣщу развѣваното от българитѣ знаме на свободата, противопоставятъ националнитѣ си знамена, затъмнени отъ единъ голѣмъ полумѣсецъ, който, като ги обхваща и стѣга отъ всички страни, прави ги по-малко симпатични за населенията... А всичко това доказва, че македонскитѣ населения, на чело на които стои българския елементъ, като се прѣдаватъ всецѣло на революционната агитация, правятъ това, не толкова за да се отърватъ отъ десятъка и отъ турския заптия, не толкова за да заживѣятъ единъ зоологически животъ, колкото за да си извоюватъ условия, при които ще бѫде възможно тѣхното мирно и свободно развитие по пѫтя на културата и цивилизацията. Половина вѣкъ усилена просвѣтителна работа и съблазъньта за единъ свободенъ животъ, на който се радватъ съсѣднитѣ свободни балкански народи, сѫ били и сѫ отлична школа за македонскитѣ населения. Прочее, политическата свобода, изразена въ формата на една автономия, приложена и гарантирана отъ великитѣ държави - ето истинскитѣ и съзнателни стрѣмежи на македонскитѣ населения. | “ |

В 1904 година започва работа като секретар на дипломатическото агентство във Виена (до 1905), началник на II политическо отделение (1905 – 1906) и секретар на дипломатическото агентство в Рим (1907 – 1908).
След Хуриета от 1908 година Карайовов е сред организаторите на Съюза на българските конституционни клубове и е избран за негов председател на I и на II му конгрес. В 1909 година издава органа на партията „Отечество“. След разтурянето на партията отново се връща на работа във външното министерство и от 1910 до 1912 е на дипломатическа служба в руската столица Санкт Петербург. През 1913 година ръководи Информационното бюро при външното министерство, а по време на Първата световна война (1915 – 1918) е председател на управителния съвет на Търговска банка – Скопие и представител в Германия на Дирекция за стопански грижи и обществена предвидливост. След Първата световна война е задграничен представител на ВМРО.
След войните в 1923 година Карайовов е сред създателите на Македонския научен институт и негов действителен член. В 1924 година е български генерален консул в Албания. Делегат е на Шестия конгрес на ВМРО през 1925 година. Сътрудничи на списание „Отец Паисий“. В 1933 година е редактор на вестник „Бюлгари“. В 1936 година е избран в Управителното тяло на Скопското благотворително братство.
Пътува често до Виена и Европа с мисии на ВМРО. Георги Занков го нарича:
| „ | несменяемият шеф на външнополитическата канцелария на софийската ВМРО. | “ |

Тома Карайовов не признава съществуването на македонска нация и пише в дневника си:
| „ | 12 юни 1939 г. На 18 май – Спасовден – на два пъти говорих с двамата студенти в Белград – синове на Пане Чакъров от Скопие. И двамата упорито се придържат в новата национална идеология, вмъкната от комунисти, за нова македонска народност. Аз исках да ги убеда: 1. Че няма македонска народност, защото няма македонска култура, македонски литературен език и македонска история. 2. Че същественото в живота на македонското население в течение на вековете е българско, или – доколкото не е такъво – то е борба на гърци, сърби и турци да изместят българите... | “ |

Умира на 2 декември 1950 година в София.
Личният му архив се съхранява във фонд 1079К в Централен държавен архив. Той се състои от 622 архивни единици от периода 1866 – 1945 г.

## Родословие
|  |  |  |  |  |  |  |  |                              |                |                |                |                |                |  |  | Кара Йове                           |                                     |                                     |                                     |                                     |                                     |  |  |                  |                  |                  |                  |                  |                  |  |  |  |  |  |  |  |  |  |  |  |  |  |  |  |  |  |  |  |  |  |  |  |  |  |  |
|  |  |  |  |  |  |  |  |                              |                |                |                |                |                |  |  |                                     |                                     |                                     |                                     |                                     |                                     |  |  |                  |                  |                  |                  |                  |                  |  |  |  |  |  |  |  |  |  |  |  |  |  |  |  |  |  |  |  |  |  |  |  |  |  |  |
|  |  |  |  |  |  |  |  |                              |                |                |                |                |                |  |  |                                     |                                     |                                     |                                     |                                     |                                     |  |  |                  |                  |                  |                  |                  |                  |  |  |  |  |  |  |  |  |  |  |  |  |  |  |  |  |  |  |  |  |  |  |  |  |  |  |
|  |  |  |  |  |  |  |  | Иван Карайовов               | Иван Карайовов | Иван Карайовов | Иван Карайовов | Иван Карайовов | Иван Карайовов |  |  | Васил Карайовов (около 1859 – 1900) | Васил Карайовов (около 1859 – 1900) | Васил Карайовов (около 1859 – 1900) | Васил Карайовов (около 1859 – 1900) | Васил Карайовов (около 1859 – 1900) | Васил Карайовов (около 1859 – 1900) |  |  | Георги Карайовов | Георги Карайовов | Георги Карайовов | Георги Карайовов | Георги Карайовов | Георги Карайовов |  |  |  |  |  |  |  |  |  |  |  |  |  |  |  |  |  |  |  |  |  |  |  |  |  |  |
|  |  |  |  |  |  |  |  | Иван Карайовов               | Иван Карайовов | Иван Карайовов | Иван Карайовов | Иван Карайовов | Иван Карайовов |  |  | Васил Карайовов (около 1859 – 1900) | Васил Карайовов (около 1859 – 1900) | Васил Карайовов (около 1859 – 1900) | Васил Карайовов (около 1859 – 1900) | Васил Карайовов (около 1859 – 1900) | Васил Карайовов (около 1859 – 1900) |  |  | Георги Карайовов | Георги Карайовов | Георги Карайовов | Георги Карайовов | Георги Карайовов | Георги Карайовов |  |  |  |  |  |  |  |  |  |  |  |  |  |  |  |  |  |  |  |  |  |  |  |  |  |  |
|  |  |  |  |  |  |  |  | Тома Карайовов (1869 – 1950) |                |                |                |                |                |  |  |                                     |                                     |                                     |                                     |                                     |                                     |  |  |                  |                  |                  |                  |                  |                  |  |  |  |  |  |  |  |  |  |  |  |  |  |  |  |  |  |  |  |  |  |  |  |  |  |  |